# Дания на летних Олимпийских играх 1952
Дания принимала участие в Летних Олимпийских играх 1952 года в Хельсинки (Финляндия) в одиннадцатый раз за свою историю, и завоевала две золотые, одну серебряную и три бронзовые медали. Сборную страны представляли 129 участников, из которых 14 женщин.

## 01!Золото
- Парусный спорт, мужчины — Пауль Эльвстрём.
- Каноэ, мужчины — Бент Расх и Финн Хаунстофт.

## 02!Серебро
- Конный спорт, женщины — Lis Hartel.

## 03!Бронза
- Бокс, мужчины — Виктор Йоргенсен.
- Фехтование, женщины — Karen Lachmann.
- Гребля, мужчины — Jørgen Frantzen, Svend Pedersen и Poul Svendsen.

## Результаты соревнований

### Академическая гребля
Соревнования в академической гребле на Играх 1952 года проходили с 20 по 23 июля. В следующий раунд из каждого заезда проходили несколько лучших экипажей (в зависимости от дисциплины). Впервые с 1928 года для проигравших в полуфинале спортсменов был введён ещё один отборочный заезд. В финал A выходили 5 сильнейших экипажей.
Мужчины
| Соревнование | Спортсмены               | Предварительный заезд | Предварительный заезд | Предварительный заезд | 1-й отборочный заезд | 1-й отборочный заезд | 1-й отборочный заезд | Полуфинал | Полуфинал | Полуфинал | 2-й отборочный заезд | 2-й отборочный заезд | 2-й отборочный заезд | Финал                 | Финал                 |
| Соревнование | Спортсмены               | Заезд                 | Время                 | Место                 | Заезд                | Время                | Место                | Заезд     | Время     | Место     | Заезд                | Время                | Место                | Время                 | Место                 |
| ------------ | ------------------------ | --------------------- | --------------------- | --------------------- | -------------------- | -------------------- | -------------------- | --------- | --------- | --------- | -------------------- | -------------------- | -------------------- | --------------------- | --------------------- |
| двойки       | Бент Йенсен Палле Тиллиш | 2                     | 8:13,3                | 2 Q                   | не участвовали       | не участвовали       | не участвовали       | 2         | 8:15,7    | 4         | 1                    | 7:47,1               | 2                    | завершили выступление | завершили выступление |